# Get Lucky (Daft Punk)
Get Lucky is een nummer van de Franse groep Daft Punk met de stem van Pharrell Williams. Aan het nummer werkte ook gitarist Nile Rodgers mee. Het werd op 19 april 2013 op single uitgebracht, ter promotie van het album Random Access Memories dat een maand later verscheen.
Van bij de start brak het nummer heel wat records. Op Spotify brak het nummer zowel in het Verenigd Koninkrijk als in de Verenigde Staten de dag van beschikbaarheid de aanvraagrecords en werd het de tot dan meest binnen een dag aangevraagde song aller tijden. De single dook ook wereldwijd hoog in de hitlijsten op, waarbij het nieuw op 1 de hitlijsten van Vlaanderen en Wallonië domineerde en in Nederland op 2 de Nederlandse Top 40 op Radio 538 binnenkwam. In de publieke hitlijst Mega Top 50 op NPO 3FM werd de 3e positie bereikt. In Frankrijk dook het nummer twee dagen na de release binnen op drie, en steeg het de week nadien naar 1. In het Verenigd Koninkrijk werd in de eerste week een derde positie verzekerd, in de Amerikaanse Billboard Hot 100 kwam het nummer op 19 in de eerste week. Een remix versie van Get lucky staat te horen op de 12" Maxi op vinylsingle en duurt bijna 11 minuten.

## Hitnoteringen

### Nederlandse Top 40
| Hitnotering: 04-05-2013 t/m 12-10-2013 | Hitnotering: 04-05-2013 t/m 12-10-2013 | Hitnotering: 04-05-2013 t/m 12-10-2013 | Hitnotering: 04-05-2013 t/m 12-10-2013 | Hitnotering: 04-05-2013 t/m 12-10-2013 | Hitnotering: 04-05-2013 t/m 12-10-2013 | Hitnotering: 04-05-2013 t/m 12-10-2013 | Hitnotering: 04-05-2013 t/m 12-10-2013 | Hitnotering: 04-05-2013 t/m 12-10-2013 | Hitnotering: 04-05-2013 t/m 12-10-2013 | Hitnotering: 04-05-2013 t/m 12-10-2013 | Hitnotering: 04-05-2013 t/m 12-10-2013 | Hitnotering: 04-05-2013 t/m 12-10-2013 | Hitnotering: 04-05-2013 t/m 12-10-2013 |
| Week:                                  | 1                                      | 2                                      | 3                                      | 4                                      | 5                                      | 6                                      | 7                                      | 8                                      | 9                                      | 10                                     | 11                                     | 12                                     | 13                                     |
| -------------------------------------- | -------------------------------------- | -------------------------------------- | -------------------------------------- | -------------------------------------- | -------------------------------------- | -------------------------------------- | -------------------------------------- | -------------------------------------- | -------------------------------------- | -------------------------------------- | -------------------------------------- | -------------------------------------- | -------------------------------------- |
| Positie:                               | 3                                      | 2                                      | 2                                      | 2                                      | 2                                      | 2                                      | 3                                      | 3                                      | 2                                      | 3                                      | 3                                      | 4                                      | 6                                      |
| Week:                                  | 14                                     | 15                                     | 16                                     | 17                                     | 18                                     | 19                                     | 20                                     | 21                                     | 22                                     | 23                                     | 24                                     |                                        |                                        |
| Positie:                               | 9                                      | 9                                      | 9                                      | 10                                     | 14                                     | 14                                     | 18                                     | 26                                     | 28                                     | 35                                     | 38                                     | uit                                    |                                        |

### B2B Single Top 100
| Hitnotering: (Week 1 t/m 55) 27-04-2013 t/m 10-05-2014 Hitnotering: (Week 56 t/m 70) 24-05-2014 t/m 30-08-2014 Hitnotering: (Week 71) 27-09-2014 | Hitnotering: (Week 1 t/m 55) 27-04-2013 t/m 10-05-2014 Hitnotering: (Week 56 t/m 70) 24-05-2014 t/m 30-08-2014 Hitnotering: (Week 71) 27-09-2014 | Hitnotering: (Week 1 t/m 55) 27-04-2013 t/m 10-05-2014 Hitnotering: (Week 56 t/m 70) 24-05-2014 t/m 30-08-2014 Hitnotering: (Week 71) 27-09-2014 | Hitnotering: (Week 1 t/m 55) 27-04-2013 t/m 10-05-2014 Hitnotering: (Week 56 t/m 70) 24-05-2014 t/m 30-08-2014 Hitnotering: (Week 71) 27-09-2014 | Hitnotering: (Week 1 t/m 55) 27-04-2013 t/m 10-05-2014 Hitnotering: (Week 56 t/m 70) 24-05-2014 t/m 30-08-2014 Hitnotering: (Week 71) 27-09-2014 | Hitnotering: (Week 1 t/m 55) 27-04-2013 t/m 10-05-2014 Hitnotering: (Week 56 t/m 70) 24-05-2014 t/m 30-08-2014 Hitnotering: (Week 71) 27-09-2014 | Hitnotering: (Week 1 t/m 55) 27-04-2013 t/m 10-05-2014 Hitnotering: (Week 56 t/m 70) 24-05-2014 t/m 30-08-2014 Hitnotering: (Week 71) 27-09-2014 | Hitnotering: (Week 1 t/m 55) 27-04-2013 t/m 10-05-2014 Hitnotering: (Week 56 t/m 70) 24-05-2014 t/m 30-08-2014 Hitnotering: (Week 71) 27-09-2014 | Hitnotering: (Week 1 t/m 55) 27-04-2013 t/m 10-05-2014 Hitnotering: (Week 56 t/m 70) 24-05-2014 t/m 30-08-2014 Hitnotering: (Week 71) 27-09-2014 | Hitnotering: (Week 1 t/m 55) 27-04-2013 t/m 10-05-2014 Hitnotering: (Week 56 t/m 70) 24-05-2014 t/m 30-08-2014 Hitnotering: (Week 71) 27-09-2014 | Hitnotering: (Week 1 t/m 55) 27-04-2013 t/m 10-05-2014 Hitnotering: (Week 56 t/m 70) 24-05-2014 t/m 30-08-2014 Hitnotering: (Week 71) 27-09-2014 | Hitnotering: (Week 1 t/m 55) 27-04-2013 t/m 10-05-2014 Hitnotering: (Week 56 t/m 70) 24-05-2014 t/m 30-08-2014 Hitnotering: (Week 71) 27-09-2014 | Hitnotering: (Week 1 t/m 55) 27-04-2013 t/m 10-05-2014 Hitnotering: (Week 56 t/m 70) 24-05-2014 t/m 30-08-2014 Hitnotering: (Week 71) 27-09-2014 | Hitnotering: (Week 1 t/m 55) 27-04-2013 t/m 10-05-2014 Hitnotering: (Week 56 t/m 70) 24-05-2014 t/m 30-08-2014 Hitnotering: (Week 71) 27-09-2014 | Hitnotering: (Week 1 t/m 55) 27-04-2013 t/m 10-05-2014 Hitnotering: (Week 56 t/m 70) 24-05-2014 t/m 30-08-2014 Hitnotering: (Week 71) 27-09-2014 | Hitnotering: (Week 1 t/m 55) 27-04-2013 t/m 10-05-2014 Hitnotering: (Week 56 t/m 70) 24-05-2014 t/m 30-08-2014 Hitnotering: (Week 71) 27-09-2014 | Hitnotering: (Week 1 t/m 55) 27-04-2013 t/m 10-05-2014 Hitnotering: (Week 56 t/m 70) 24-05-2014 t/m 30-08-2014 Hitnotering: (Week 71) 27-09-2014 | Hitnotering: (Week 1 t/m 55) 27-04-2013 t/m 10-05-2014 Hitnotering: (Week 56 t/m 70) 24-05-2014 t/m 30-08-2014 Hitnotering: (Week 71) 27-09-2014 | Hitnotering: (Week 1 t/m 55) 27-04-2013 t/m 10-05-2014 Hitnotering: (Week 56 t/m 70) 24-05-2014 t/m 30-08-2014 Hitnotering: (Week 71) 27-09-2014 | Hitnotering: (Week 1 t/m 55) 27-04-2013 t/m 10-05-2014 Hitnotering: (Week 56 t/m 70) 24-05-2014 t/m 30-08-2014 Hitnotering: (Week 71) 27-09-2014 |
| Week: | 1 | 2 | 3 | 4 | 5 | 6 | 7 | 8 | 9 | 10 | 11 | 12 | 13 | 14 | 15 | 16 | 17 | 18 | 19 |
| --- | --- | --- | --- | --- | --- | --- | --- | --- | --- | --- | --- | --- | --- | --- | --- | --- | --- | --- | --- |
| Positie: | 2 | 2 | 2 | 3 | 2 | 4 | 4 | 3 | 4 | 4 | 4 | 5 | 6 | 8 | 9 | 9 | 9 | 11 | 13 |
| Week: | 20 | 21 | 22 | 23 | 24 | 25 | 26 | 27 | 28 | 29 | 30 | 31 | 32 | 33 | 34 | 35 | 36 | 37 | 38 |
| Positie: | 19 | 22 | 28 | 28 | 31 | 39 | 34 | 45 | 48 | 44 | 38 | 44 | 53 | 51 | 66 | 57 | 55 | 29 | 38 |
| Week: | 39 | 40 | 41 | 42 | 43 | 44 | 45 | 46 | 47 | 48 | 49 | 50 | 51 | 52 | 53 | 54 | 55 | | 56 |
| Positie: | 39 | 56 | 47 | 32 | 64 | 60 | 68 | 53 | 56 | 60 | 63 | 66 | 71 | 64 | 66 | 73 | 72 | uit | 77 |
| Week: | 57 | 58 | 59 | 60 | 61 | 62 | 63 | 64 | 65 | 66 | 67 | 68 | 69 | 70 | | 71 | | | |
| Positie: | 76 | 82 | 80 | 92 | 85 | 94 | 87 | 76 | 78 | 81 | 76 | 87 | 89 | 98 | uit | 99 | uit | | |

### Mega Top 50
Hoogste notering: #3 (4 weken).

### Vlaamse Ultratop 50
| Hitnotering: (Week 1 t/m 24) 27-04-2013 t/m 05-10-2013 Hitnotering: (Week 25 t/m 28) 28-12-2013 t/m 18-01-2014 Hitnotering: (Week 29 t/m 31) 08-02-2014 t/m 22-02-2014 | Hitnotering: (Week 1 t/m 24) 27-04-2013 t/m 05-10-2013 Hitnotering: (Week 25 t/m 28) 28-12-2013 t/m 18-01-2014 Hitnotering: (Week 29 t/m 31) 08-02-2014 t/m 22-02-2014 | Hitnotering: (Week 1 t/m 24) 27-04-2013 t/m 05-10-2013 Hitnotering: (Week 25 t/m 28) 28-12-2013 t/m 18-01-2014 Hitnotering: (Week 29 t/m 31) 08-02-2014 t/m 22-02-2014 | Hitnotering: (Week 1 t/m 24) 27-04-2013 t/m 05-10-2013 Hitnotering: (Week 25 t/m 28) 28-12-2013 t/m 18-01-2014 Hitnotering: (Week 29 t/m 31) 08-02-2014 t/m 22-02-2014 | Hitnotering: (Week 1 t/m 24) 27-04-2013 t/m 05-10-2013 Hitnotering: (Week 25 t/m 28) 28-12-2013 t/m 18-01-2014 Hitnotering: (Week 29 t/m 31) 08-02-2014 t/m 22-02-2014 | Hitnotering: (Week 1 t/m 24) 27-04-2013 t/m 05-10-2013 Hitnotering: (Week 25 t/m 28) 28-12-2013 t/m 18-01-2014 Hitnotering: (Week 29 t/m 31) 08-02-2014 t/m 22-02-2014 | Hitnotering: (Week 1 t/m 24) 27-04-2013 t/m 05-10-2013 Hitnotering: (Week 25 t/m 28) 28-12-2013 t/m 18-01-2014 Hitnotering: (Week 29 t/m 31) 08-02-2014 t/m 22-02-2014 | Hitnotering: (Week 1 t/m 24) 27-04-2013 t/m 05-10-2013 Hitnotering: (Week 25 t/m 28) 28-12-2013 t/m 18-01-2014 Hitnotering: (Week 29 t/m 31) 08-02-2014 t/m 22-02-2014 | Hitnotering: (Week 1 t/m 24) 27-04-2013 t/m 05-10-2013 Hitnotering: (Week 25 t/m 28) 28-12-2013 t/m 18-01-2014 Hitnotering: (Week 29 t/m 31) 08-02-2014 t/m 22-02-2014 | Hitnotering: (Week 1 t/m 24) 27-04-2013 t/m 05-10-2013 Hitnotering: (Week 25 t/m 28) 28-12-2013 t/m 18-01-2014 Hitnotering: (Week 29 t/m 31) 08-02-2014 t/m 22-02-2014 | Hitnotering: (Week 1 t/m 24) 27-04-2013 t/m 05-10-2013 Hitnotering: (Week 25 t/m 28) 28-12-2013 t/m 18-01-2014 Hitnotering: (Week 29 t/m 31) 08-02-2014 t/m 22-02-2014 | Hitnotering: (Week 1 t/m 24) 27-04-2013 t/m 05-10-2013 Hitnotering: (Week 25 t/m 28) 28-12-2013 t/m 18-01-2014 Hitnotering: (Week 29 t/m 31) 08-02-2014 t/m 22-02-2014 | Hitnotering: (Week 1 t/m 24) 27-04-2013 t/m 05-10-2013 Hitnotering: (Week 25 t/m 28) 28-12-2013 t/m 18-01-2014 Hitnotering: (Week 29 t/m 31) 08-02-2014 t/m 22-02-2014 | Hitnotering: (Week 1 t/m 24) 27-04-2013 t/m 05-10-2013 Hitnotering: (Week 25 t/m 28) 28-12-2013 t/m 18-01-2014 Hitnotering: (Week 29 t/m 31) 08-02-2014 t/m 22-02-2014 | Hitnotering: (Week 1 t/m 24) 27-04-2013 t/m 05-10-2013 Hitnotering: (Week 25 t/m 28) 28-12-2013 t/m 18-01-2014 Hitnotering: (Week 29 t/m 31) 08-02-2014 t/m 22-02-2014 | Hitnotering: (Week 1 t/m 24) 27-04-2013 t/m 05-10-2013 Hitnotering: (Week 25 t/m 28) 28-12-2013 t/m 18-01-2014 Hitnotering: (Week 29 t/m 31) 08-02-2014 t/m 22-02-2014 | Hitnotering: (Week 1 t/m 24) 27-04-2013 t/m 05-10-2013 Hitnotering: (Week 25 t/m 28) 28-12-2013 t/m 18-01-2014 Hitnotering: (Week 29 t/m 31) 08-02-2014 t/m 22-02-2014 | Hitnotering: (Week 1 t/m 24) 27-04-2013 t/m 05-10-2013 Hitnotering: (Week 25 t/m 28) 28-12-2013 t/m 18-01-2014 Hitnotering: (Week 29 t/m 31) 08-02-2014 t/m 22-02-2014 |
| Week: | 1 | 2 | 3 | 4 | 5 | 6 | 7 | 8 | 9 | 10 | 11 | 12 | 13 | 14 | 15 | 16 | 17 |
| --- | --- | --- | --- | --- | --- | --- | --- | --- | --- | --- | --- | --- | --- | --- | --- | --- | --- |
| Positie: | 1 | 1 | 1 | 1 | 1 | 1 | 2 | 2 | 2 | 2 | 4 | 3 | 3 | 5 | 10 | 11 | 12 |
| Week: | 18 | 19 | 20 | 21 | 22 | 23 | 24 | | 25 | 26 | 27 | 28 | | 29 | 30 | 31 | |
| Positie: | 16 | 19 | 22 | 23 | 35 | 39 | 41 | uit | 44 | 29 | 21 | 32 | uit | 26 | 50 | 44 | uit |

### Vlaamse Radio 2 Top 30
| Hitnotering: 27-04-2013 t/m 05-10-2013 | Hitnotering: 27-04-2013 t/m 05-10-2013 | Hitnotering: 27-04-2013 t/m 05-10-2013 | Hitnotering: 27-04-2013 t/m 05-10-2013 | Hitnotering: 27-04-2013 t/m 05-10-2013 | Hitnotering: 27-04-2013 t/m 05-10-2013 | Hitnotering: 27-04-2013 t/m 05-10-2013 | Hitnotering: 27-04-2013 t/m 05-10-2013 | Hitnotering: 27-04-2013 t/m 05-10-2013 | Hitnotering: 27-04-2013 t/m 05-10-2013 | Hitnotering: 27-04-2013 t/m 05-10-2013 | Hitnotering: 27-04-2013 t/m 05-10-2013 | Hitnotering: 27-04-2013 t/m 05-10-2013 | Hitnotering: 27-04-2013 t/m 05-10-2013 |
| Week:                                  | 1                                      | 2                                      | 3                                      | 4                                      | 5                                      | 6                                      | 7                                      | 8                                      | 9                                      | 10                                     | 11                                     | 12                                     | 13                                     |
| -------------------------------------- | -------------------------------------- | -------------------------------------- | -------------------------------------- | -------------------------------------- | -------------------------------------- | -------------------------------------- | -------------------------------------- | -------------------------------------- | -------------------------------------- | -------------------------------------- | -------------------------------------- | -------------------------------------- | -------------------------------------- |
| Positie:                               | 15                                     | 1                                      | 1                                      | 1                                      | 1                                      | 1                                      | 1                                      | 2                                      | 2                                      | 2                                      | 2                                      | 3                                      | 3                                      |
| Week:                                  | 14                                     | 15                                     | 16                                     | 17                                     | 18                                     | 19                                     | 20                                     | 21                                     | 22                                     | 23                                     | 24                                     |                                        |                                        |
| Positie:                               | 4                                      | 5                                      | 6                                      | 7                                      | 10                                     | 11                                     | 13                                     | 16                                     | 22                                     | 26                                     | 30                                     | uit                                    |                                        |

### NPO Radio 2 Top 2000
| Nummer met noteringen in de NPO Radio 2 Top 2000 | '13 | '14 | '15 | '16 | '17 | '18 | '19 | '20  | '21  | '22  | '23  | '24  |
| ------------------------------------------------ | --- | --- | --- | --- | --- | --- | --- | ---- | ---- | ---- | ---- | ---- |
| Get Lucky                                        | 357 | 174 | 265 | 317 | 480 | 782 | 987 | 1098 | 1011 | 1068 | 1262 | 1231 |

1. ↑  Een vetgedrukt getal geeft de hoogste notering aan.
2. ↑  2013 was het eerste jaar met een notering voor dit nummer.